# Spjälkö och Saxemaranäs
Spjälkö och Saxemaranäs var en av SCB definierad och namnsatt småort i Ronneby kommun i Blekinge län, bestående av orterna Spjälkö och Saxemaranäs i Ronneby socken. Bebyggelsen räknas av SCB från 2015 som en del av tätorten Saxemara.